# Wydział Lekarski Uniwersytetu Medycznego w Lublinie
Wydział Lekarski Uniwersytetu Medycznego w Lublinie – jeden z czterech wydziałów Uniwersytetu Medycznego w Lublinie. Jego siedziba znajduje się przy ul. W. Chodźki 19 w Lublinie.

## Struktura
- III Katedra i Klinika Ginekologii
- III Katedra Pediatrii
- II Katedra i Klinika Ginekologii
- II Katedra Pediatrii – kierownik Jerzy Roman Kowalczyk
- I Katedra i Klinika Chirurgii Ogólnej, Transplantacyjnej i Leczenia Żywieniowego
- I Katedra Pediatrii
- Katedra Anestezjologii i Intensywnej Terapii
- Katedra i Klinika Chirurgii i Traumatologii Dziecięcej
- Katedra i Klinika Chirurgii Klatki Piersiowej
- Katedra i Klinika Endokrynologii
- Katedra i Klinika Gastroenterologii z Pracownią Endoskopową
- Katedra i Klinika Kardiologii
- Katedra i Klinika Nefrologii
- Katedra i Klinika Neurochirurgii i Neurochirurgii Dziecięcej
- Katedra i Klinika Neurologii
- Katedra i Klinika Otolaryngologii Dziecięcej, Foniatrii i Audiologii
- Katedra i Klinika Otolaryngologii i Onkologii Laryngologicznej
- Katedra i Klinika Pneumonologii, Onkologii i Alergologii
- Katedra i Klinika Położnictwa i Perinatologii
- Katedra i Klinika Rehabilitacji i Ortopedii
- Katedra i Klinika Reumatologii i Układowych Chorób Tkanki Łącznej
- Katedra i Klinika Urologii i Onkologii Urologicznej
- Katedra i Zakład Biochemii i Biologii Molekularnej
- Katedra i Zakład Biofizyki
- Katedra i Zakład Epidemiologii i Metodologii Badań Klinicznych
- Katedra i Zakład Farmakologii Doświadczalnej i Klinicznej
- Katedra i Zakład Immunologii Klinicznej
- Katedra i Zakład Medycyny Nuklearnej
- Katedra i Zakład Medycyny Sądowej
- Katedra i Zakład Mikrobiologii Lekarskiej
- Katedra i Zakład Patofizjologii
- Katedra i Zakład Patomorfologii Klinicznej
- Katedra i Zakład Zdrowia Publicznego
- Katedra Ortopedii
- Katedra Ortopedii Dziecięcej
- Katedra Radiologii
- Klinika Kardiochirurgii
- Klinika Toksykologii
- Pracownia Mikrobiologii Żywności i Żywienia w Ochronie Zdrowia
- Zakład Hematoonkologii Doświadczalnej
- Zakład Psychologii Stosowanej[2]

## Kierunki studiów
- lekarski
- biomedycyna[3]

## Władze
Dziekan: prof. dr hab. n. med. Halina Lach

Prodziekani: prof. dr hab. n. med. Jarogniew Łuszczki, prof. dr hab. n. med. Konrad Rejdak oraz prof. dr hab. n. med. Andrzej Stepulak